# Frank Hansen
Frank Hansen (ur. 4 sierpnia 1945 w Oslo) – norweski wioślarz, dwukrotny medalista olimpijski i czterokrotny medalista mistrzostw świata. 

## Kariera
Wystąpił na igrzyskach olimpijskich w Monachium w 1972, wspólnie z Sveinem Thøgersenem zdobywając srebrny medal w dwójkach podwójnych. W finale 0,81 sekundy wyprzedziła ich osada ZSRR, a trzecie miejsce, o 2,97 sekundy za Norwegami zajęła osada NRD. Na rozgrywanych cztery lata później igrzyskach olimpijskich w Montrealu w tej samej konkurencji startował ze swoim bratem, Alfem Hansenem. Norwegowie o 2,06 sekundy wyprzedzili Brytyjczyków i o 4,25 sekundy dwójkę NRD. 
Na mistrzostwach świata w Nottingham (1975), mistrzostwach świata w Hamilton (1978) i mistrzostwach świata w Bledzie (1979) zdobywał złote medale w dwójkach podwójnych. Zdobył też srebro w tej konkurencji na mistrzostwach świata w Lucernie (1974). We wszystkich tych startach partnerował mu brat, Alf. 
Ponadto zdobył srebrny medal w dwójkach podwójnych na mistrzostwach Europy w Kopenhadze (1971).
Przygotowywał się do igrzysk olimpijskich w Moskwie w 1980, jednak Norwegia zbojkotowała imprezę. Hansen wycofał się z rywalizacji międzynarodowej, startując w rywalizacji krajów nordyckich oraz zawodach krajowych. Z wykształcenia był elektrykiem, jednak po zakończeniu kariery pracował jako trener.